# Barrage de Mšeno

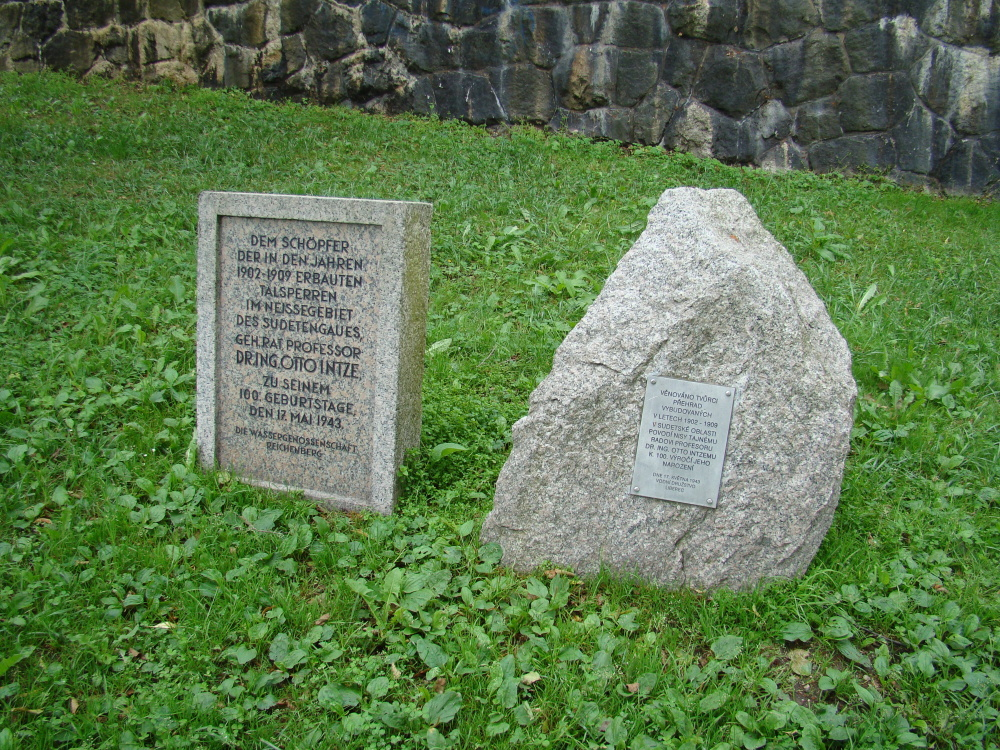
Plaque commémorative du centenaire du Prof. Intze.

Le barrage de Mseno (ou de Grünwald) est un ouvrage de protection contre les crues édifié à Mšeno nad Nisou, un faubourg de Jablonec nad Nisou dans les monts de la Jizera en Bohême (République tchèque). C'est un barrage-poids « à la Intze », construit au temps de l’Autriche-Hongrie.

## Sa fonction
C'est un barrage écrêteur de crues, permettant également à l'étiage de maintenir le mouillage du Grünwald près des sources de la Neisse de Lusace.

## Sa structure
Ce barrage poids a été édifié entre mars 1906 et 1909 sous la maîtrise d’œuvre de l’ingénieur en chef E. von Scheure d'après les plans du Prof. Otto Intze. L’ingénieur Hermann Schmidt a assuré la direction des travaux.
Le parement est fait en maçonnerie de moëllons de granite (hornblende), cimentés par un mortier de pouzzolane de l'Eifel (localement appelée trass).

## Ouvrages annexes
En vue de la protection contre les crues, on a équipé la vallée de la Neisse de Görlitz  (ou Neisse de Lusace) de six barrages au début du XXe siècle. La raison de ce projet a été la crue de 1897, qui a ravagé une grande partie de la Bohême, de la Saxe, de la Prusse et des pays alpins. Dès 1900, les autorités allemandes craient une « Compagnie hydraulique pour la régulation de la vallée de la Neisse de Görlitz ». – Les cinq autres barrages sont :
- Harzdorf (Harcov) (retenue de 630 000 m3)
- Friedrichswald/Neisse noire (barrage de Bedrichov) (retenue de  2 000 000 m3)
- Görsbach/Gierschbach (retenue de 500 000 m3) (encore à l'état de projet en 1906)
- Voigtsbach (Fojtka) (retenue de 250 000 m3)
- Mühlscheibe/Scheidebach (Mlynice) (retenue de 250 000 m3)

Le barrage de Görsbach n'a peut-être jamais été construit car la nomenclature des barrages tchèques ne le mentionne pas.

## Voir également
- (cs) Illustrations et caractéristiques techniques du barrage de Mseno